# ターキー・ステアーンズ
ターキー・ステアーンズ（Norman Thomas "Turkey" Stearnes、 1901年5月8日 - 1979年9月4日）は、1920～1940年代にアメリカ合衆国のニグロリーグで活躍していた野球選手。主なポジションは中堅手。テネシー州ナッシュビル生まれ。左投げ左打ち。その独特の走塁スタイルから、"Turkey"（七面鳥）というニックネームで呼ばれた。ニグロリーグで本塁打王を6度、首位打者を3度取ったといわれる強打の外野手。

## 来歴・人物
1920年に生まれ故郷のナッシュビルで野球を始める。1923年からは、ステアーンズがその後も長く在籍したデトロイト・スターズに入団。この年に打率.365、17本塁打の記録を残す。デトロイトではその後1924年（10本）、1925年（18本）、1928年（24本）、1931年（8本）と、4度のリーグ最多本塁打を放った。当時彼は「ゲームに勝てなければ意味はないから、勝てなかった試合のホームランは数えていないよ」というコメントをしている。デトロイト在籍当時、ステアーンズはシーズンオフに生活費を稼ぐため、ウォルター・ブリッグスの所有していた自動車工場で働いていたという。ブリッグスは当時メジャーリーグのデトロイト・タイガースの所有者でもあったのだが、当時のメジャーリーグの「カラーライン」のため、ステアーンズがメジャーでプレーすることはついになかった。
ステアーンズは1931年までデトロイトに所属したが、同年世界恐慌の影響から、デトロイト球団はステアーンズに給料を支払えなかったそうで、翌1932年以降いくつかのチームを転々とするようになる。同じ1932年に、ステアーンズは最多本塁打、最多盗塁、最多二塁打、最多三塁打の「リーグ四冠王」になっている。四冠王になったのはニグロリーグではオスカー・チャールストン以来の快挙で、彼がパワーとスピードを兼ね備えた選手であったことが判る。
非公式な記録ながら、1930年代のステアーンズの通算打率は.350あったといわれ、特に1933年から1935年の打率はそれぞれ.342、.374、.430にもなっていたという。1935年には打率とあわせて3つの打撃タイトルを得ている。
ステアーンズは1941年のカンザスシティ・モナークスでのプレーを最後にニグロリーグから引退し、1942年にセミプロのデトロイト・ブラックソックスに所属した後、1945年にブランチ・リッキーによって作られたステートリーグのトレド・カブスで野球選手としての生活を終えた。ステアーンズは44歳までの野球選手経歴の中で本塁打王に6回、首位打者に3回輝いているが、その後しばらくその存在は忘れられていた。1970年代に殿堂入りしたクール・パパ・ベルは、「ステアーンズの殿堂入りがかなわないなら、俺もここ（殿堂）から連れ出してくれ」と主張していたほどである。1979年にデトロイトにて死去。2000年にベテランズ委員会によりアメリカ野球殿堂入りした。

## 記録・表彰等
- ニグロリーグでの通算成績：750試合出場、打率.350、本塁打172（183本とも）、長打率.664
- リーグ最多本塁打：1924年、1925年、1928年、1931年、1932年、1940年